# Skat (juego)

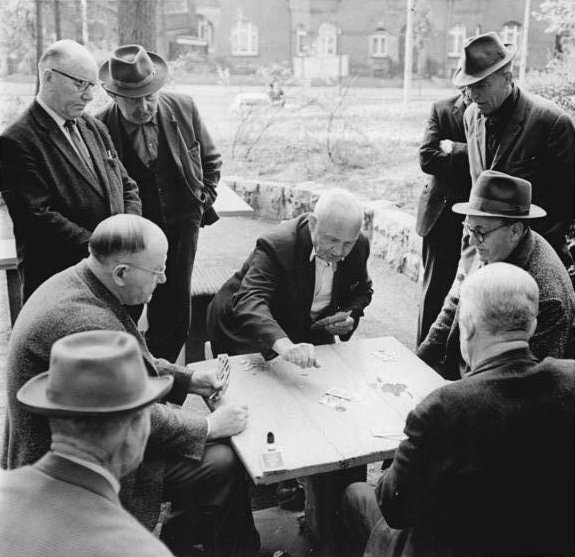
Jugadores de Skat en un parque en Erfurt (1967)

El Skat es un juego de naipes para tres jugadores, aunque por lo general cuatro jugadores participan, uno de ellos fungiendo como el repartidor de cartas, rol que se turnan en cada juego. Es el juego de naipes nacional de Alemania, y el más popular en Alemania y Silesia junto con el Doppelkopf, así como uno de los más populares en el resto de Polonia. Este tradicional juego alemán se juega con una baraja de 32 cartas estándar (con las cartas del 2 al 6 eliminadas) en cuatro palos. Cada jugador recibe 10 cartas, repartidas en una secuencia tres-(dos)-cuatro-tres, donde «(dos)» se refiere a que dos cartas son repartidas boca abajo para formar el skat, o viuda. Se trata de un juego con información imperfecta. Por el proceso de barajar las cartas, también tiene un elemento de juego de apuestas, pero aumentando el número de partidos se elimina este elemento por la ley de los grandes números.
El Skat tiene aproximadamente 200 años de edad. Se originó en Altemburgo, en el ducado de Sajonia-Gotha-Altemburgo, cerca de Leipzig, alrededor de 1817, y es jugado en todos los lugares donde existen asentamientos alemanes. El juego se basa en el Schafkopf, Ombre (licitación) y Tarock (tarjetas restantes). La última revisión de las normas aprobada tanto por la Asociación Internacional de Jugadores de Skat (ISPA) como por la Asociación Alemana de Skat (DSkV), se acordó en 1998. El Skat fue declarado en 1996 como patrimonio cultural de la humanidad por la «Deutsche UNESCO Kommission».
El Skat ganó popularidad en toda Alemania y un importante desarrollo de sus mecanismos en el curso de la Primera Guerra Mundial. El juego tal como es hoy es el resultado de la constante modificación y refinamiento de innumerables jugadores en las trincheras del frente occidental alemán. La forma actual de licitación con números ascendentes prevaleció entre los jugadores, y muchas variantes no oficiales fueron introducidas. Aunque inicialmente rechazadas por la asociación de Skat, muchas de las llamadas «reglas de la zanja» más adelante se sancionaron oficialmente.
La baraja oficial para torneos es un compromiso que resolvió otra disputa entre la asociación alemana y la asociación internacional de Skat, combinando los colores de la baraja alemana (predominantemente usada en Alemania meridional y del este, Suiza, Austria) con los palos de la baraja francesa (predominante en las demás regiones donde el Skat es popular, sobre todo el norte y el oeste de Alemania).

## Nombre
La palabra alemana skat  significa «descarte» o una mano adicional de cartas repartidas boca abajo. Se cree generalmente que el término skat tiene su origen en el verbo italiano scartare o en el francés relacionado écarter y significa  «descartar»  o «apartar». Se refiere a las dos cartas que el jugador repartidor coloca boca abajo y que se denominan skat. Luego, quien se adjudique el juego es libre de levantar el "skat" o no. Si lo levanta, puede descartar otras cartas du mano según le favorezca

## Introducción y bases del juego
El skat es un juego para tres jugadores, que en alemán reciben los nombres de vorhand (lit. 'primera mano'), mittelhand (lit. 'mano del medio') y hinterhand (lit. 'última mano' o 'mano de atrás'), siendo el último también el que reparte. Al principio de cada ronda, o «contrato», un jugador se convierte en el solista, protagonista o declarante, y los otros dos jugadores se convierten en el equipo defensor. Los dos defensores no pueden comunicarse de ninguna manera, excepto por la elección de las cartas que van a jugar. El juego también puede ser jugado por cuatro jugadores, en cuyo caso, el que reparte se sienta fuera de la ronda que se repartió, mientras que el jugador a la derecha del que reparte desempeñará el rol que tiene el que reparte en la versión de tres jugadores. Los jugadores pueden acordar al comienzo cuántas rondas/contratos jugarán.
Un aspecto central del juego son las tres variedades que coexisten, denominadas partidas «de palo», «grandes» y «nulas», que difieren en el orden de los palos, la puntuación e incluso el objetivo general a alcanzar.
Cada ronda del juego comienza con una fase de pujas o subastas para decidir el declarante y el valor mínimo de juego requerido (que se explica más adelante). A continuación, se juegan diez bazas, lo que permite a los jugadores ganar puntos en cada una. Cada carta tiene un valor (excepto en los juegos nulos) que gana el jugador que gana la baza. El valor total de todas las cartas es de 120 puntos. El objetivo del declarante o protagonista es llevarse al menos 61 puntos en bazas para ganar esa ronda del juego. De lo contrario, el equipo defensor gana la ronda. Los puntos de las bazas no se suman directamente a la puntuación total de los jugadores, sino que se utilizan solamente para determinar el resultado de la partida (victoria o derrota del protagonista), aunque ganar por cierto margen puede aumentar la puntuación de esa ronda.
Después de cada ronda se otorga la puntuación de acuerdo con el valor del juego. Si el declarante o protagonista gana, recibe un puntaje positivo; si pierde, la puntuación se duplica y se resta de la cuenta del protagonista (es decir, un puntaje negativo). En torneos, los declarantes que ganan obtienen 50 puntos adicionales por la victoria, pero si el equipo defensor gana, reciben 40 puntos cada uno, además de que el declarante pierde el doble del valor de la partida en puntos.

## Naipes
La baraja consta de 32 cartas. Muchas barajas modernas utilizan la baraja francesa, que consta de un as (Ass), un rey (König), una reina (Dame), una jota (Bube), un 10, un 9, un 8 y un 7 en los cuatro palos (tréboles ♣, picas ♠, corazones ♥ y diamantes ♦). Algunos jugadores del este y sur de Alemania y Austria prefieren barajas tradicionales alemanas con los palos de bellotas, hojas, corazones y campanas, y los valores de las cartas de dos (Daus), rey (König), Ober (equivalente a la reina o al caballo de la baraja española), Unter (equivalente a la jota o sota de la baraja española), 10, 9, 8 y 7 en los cuatro palos. Hasta hace poco, en Sajonia y Turingia, por ejemplo, se utilizaban casi exclusivamente barajas con palos alemanes. Por el contrario, las regiones de la antigua Alemania Occidental habían adoptado una baraja con palos franceses.
Desde la reunificación alemana, se utiliza una baraja de compromiso llamada Turnierbild («Estilo Torneo») en los torneos que usa las formas de los palos franceses pero con los colores de los palos alemanes correspondientes: picas verdes ♠ imitando hojas, y diamantes dorados ♦ imitando campanas. La elección de la baraja no afecta las reglas.
| Baraja francesa | Baraja francesa | Baraja alemana | Baraja alemana |        |
| --------------- | --------------- | -------------- | -------------- | ------ |
| Carta           | Símbolo         | Carta          | Símbolo        | Puntos |
| As (Ass)        | A               | Dos/As         | (n. a.)/A      | 11     |
| Diez (Zehn)     | 10              | Diez (Zehn)    | 10             | 10     |
| Rey (König)     | K               | Rey (König)    | K              | 4      |
| Reina (Dame)    | D               | Ober           | O              | 3      |
| Jota (Bube)     | B               | Unter          | U              | 2      |
| Nueve (Neun)    | 9               | Nueve (Neun)   | 9              | 0      |
| Ocho (Acht)     | 8               | Ocho (Acht)    | 8              | 0      |
| Siete (Sieben)  | 7               | Siete (Sieben) | 7              | 0      |

| Palos de la baraja francesa               | Palos de la baraja francesa           | Palos de la baraja francesa            | Palos de la baraja francesa             |
| ----------------------------------------- | ------------------------------------- | -------------------------------------- | --------------------------------------- |
| Diamantes ♦                               | Corazones ♥                           | Picas ♠                                | Tréboles ♣                              |
| ♦                                         | ♥                                     | ♠                                      | ♣                                       |
| Palos de la baraja alemana                |                                       |                                        |                                         |
| Campanas                                  | Corazones ♥                           | Hojas                                  | Bellotas                                |
| Schellensymbol der Bayrischen Spielkarten | Herzsymbol der Bayrischen Spielkarten | Blattsymbol der Bayrischen Spielkarten | Eichelsymbol der Bayrischen Spielkarten |
| Palos de la baraja de torneo              |                                       |                                        |                                         |
| Diamantes (naranja)                       | Corazones (rojo)                      | Picas (verde)                          | Tréboles (negro)                        |
| ♦                                         | ♥                                     | ♠                                      | ♣                                       |

## Reglas

### Reparto de las cartas
Al principio de cada ronda se reparten diez cartas a cada jugador, y las dos cartas restantes (el llamado Skat o descarte) se ponen boca abajo en el centro de la mesa. El reparto sigue el siguiente patrón: se reparten tres cartas a cada uno, luego se reparte el Skat, luego cuatro cartas a cada uno, luego tres cartas de nuevo («tres-Skat-cuatro-tres»). En rondas con cuatro jugadores, el que reparte no recibe ninguna carta y se salta el juego real de esa ronda. Tiene permitido echar un vistazo a la mano de otro jugador (si se le permite), pero nunca al Skat.
El reparto de cartas se hace en el sentido de las agujas del reloj alrededor de la mesa, de modo que el jugador sentado a la izquierda del que reparte será quien reparta en la siguiente ronda.

### Puja o subasta
Tras repartir las cartas, y antes de que se juegue, se lleva a cabo una puja o subasta (en alemán: Reizen) para decidir:
- Quién será el declarante de la ronda y, por tanto, quién tendrá derecho a coger el Skat y a elegir si hay triunfo y cuál es el palo de triunfo.
- El valor mínimo de juego necesario para que el declarante gane (en alemán: Spielwert)

El declarante intenta ganar la partida seleccionando un tipo de juego y alcanzando la puntuación mínima requerida. Los otros dos jugadores forman la defensa e intentan impedir que el declarante triunfe. 
El objetivo de cada jugador durante la puja es pujar un valor de juego tan alto como le permitan sus cartas, pero nunca más alto de lo necesario para ganar la puja. A continuación se explica detalladamente cómo se determina el valor de juego real, que es necesario comprender para saber hasta dónde se puede pujar con seguridad.
Es posible que un jugador puje por encima de lo que puede, lo que lleva a perder automáticamente el juego en cuestión. A menudo esto no se hace evidente antes de que el jugador agarre el Skat, o a veces hasta el final de la partida en cuestión (en el caso de una partida de mano, cuando no se recoge el Skat). Por lo tanto, los jugadores tienen que ejercer un escrutinio cuidadoso durante la puja, para no perder de manera innecesaria.
La puja también puede revelar cierta información sobre las cartas que un jugador puede o no tener. Los jugadores experimentados son capaces de utilizar esto en su beneficio.

#### Orden de los jugadores
Durante el proceso de puja o subasta los jugadores pujan en un orden específico. La puja se realiza en dos fases: Primero, el jugador a la izquierda de quien reparte (vorhand o 'primera mano') y el siguiente jugador en el sentido de las agujas del reloj (mittelhand o 'mano del medio') pujan entre sí. Después, el ganador de esa fase puja contra el jugador restante (hinterhand o 'mano de atrás'). La puja implica una serie de intercambios en los que los jugadores indican los valores potenciales del juego. Los jugadores pujan anunciando el valor del juego (puntaje potencial) de sus contratos propuestos, que se refiere al valor de la partida después de jugar todas las bazas. La puja mínima es 18, el valor de puntos más bajo para un posible juego, y las pujas posteriores aumentan sucesivamente en función de los valores de juego posibles en orden ascendente (18, 20, 22, 23, 24, etc.). El valor del juego se determina no solo por las 10 cartas que se tienen, sino también por el Skat. El Skat siempre pertenece al declarante, y si contiene ciertas cartas altas, esto puede cambiar el valor de la partida. Por lo tanto, en general, no es posible determinar el valor exacto de la partida sin saber cuál es el Skat.
Durante la subasta, cada jugador indica los valores que cree que su mano puede alcanzar y el otro jugador puede «pasar» (en alemán: Passen), significando que abandona la puja y por tanto no puede declarar, o puede decir «Sí» (en alemán: Ja), lo que significa que el jugador permanece en el proceso de subasta. La puja la inicia mittelhand (o, si mittelhand inmediatamente, hinterhand) nombrando los valores de juego (18, 20, 22, etc.).  A cada uno de estos valores, vorhand dice «sí», si está dispuesto a jugar un juego de igual o mayor valor o, de lo contrario, pasa. Cuando uno de los dos pasa (ya sea mittelhand porque no quiere pujar más alto o vorhand porque no puede igualar la última puja nombrada), hinterhand puede continuar de la misma manera contra el ganador nombrando el siguiente valor más alto
El jugador que puja más alto y no es superado se convierte en el declarante. El declarante tiene entonces la oportunidad de recoger el Skat (las dos cartas que quedan aparte o 'descarte') y descartar dos cartas, y anuncia el tipo de partida que se jugará (por ejemplo, partida «de palo», «grande» o «nula»). El declarante debe jugar una partida de valor al menos igual a la última puja realizada. Si mittelhand y hinterhand pasan inmediatamente, vorhand puede jugar una partida de cualquier valor, pero si vorhand también pasa, se anula la puja y se pasa de ronda.
Si se juega con el skat, el declarante lo añade a su mano sin mostrarlo, descarta dos cartas boca abajo y anuncia su juego: «grande», «de palo», «nulo» o «nulo abierto». No necesita anunciar el juego que tenía en mente, siempre que lo que anuncie valga al menos la cantidad de la última puja realizada. Si se juega «desde la mano», es decir, sin usar el skat, el anuncio debe incluir «mano» y cualquier otra declaración que corresponda (schneider, schwarz, abierto, ver más adelante). Si se juega abierto, coloca su mano de cartas boca arriba sobre la mesa antes de la salida inicial.
El valor de la partida se determina por el tipo y el nivel de la partida, como se explica a continuación para las partidas de palo, grandes y nulas.

### Juego de baza
La segunda fase constituye el juego real de baza. El declarante o solista nombra el triunfo y juega un contrato contra los otros dos jugadores. Si gana (p. ej., logra sumar más de la mitad del valor total de las cartas en el juego), el declarante solo anotará puntos iguales al tipo de juego anunciado y otros modificadores (listados abajo). El juego propiamente dicho se divide en diez bazas. El jugador situado a la izquierda del que reparte (vorhand) empieza la primera baza poniendo una carta cualquiera boca arriba sobre la mesa. En el sentido de las agujas del reloj, los demás jugadores (mittelhand y hinterhand) hacen lo mismo hasta que una carta de cada jugador esté sobre la mesa. Los jugadores del medio y último deben jugar (declarar) la carta jugada por vorhand: Si vorhand ha jugado triunfo o un palo, cada uno de ellos debe jugar también un triunfo o una carta del mismo palo. Si no tienen ninguna, pueden jugar cualquier carta.
Gana la baza el jugador que haya jugado el triunfo más alto de la baza o, si no ha jugado ningún triunfo, la carta más alta del palo jugado por el jugador que tiene el triunfo. Recoge las tres cartas de la baza y las coloca boca abajo en un montón delante de sí. Las bazas siguientes se juegan de la misma manera, con la diferencia de que el jugador que ganó la baza anterior siempre empieza y juega la baza. Los jugadores que siguen en el orden de las agujas del reloj pasan a ser mittelhand y hinterhand, respectivamente. Una vez jugadas todas las bazas se cuentan los puntos para cada jugador.
Hay tres tipos de juego diferentes en Skat. Cada tipo de juego tiene sus propias reglas, estrategias y atractivo. En Grand, solo las cuatro jotas son triunfo. Su orden relativo se determina por su palo. La jota de trébol es la más fuerte, seguida de las jotas de picas, corazones y diamantes. Los demás palos tienen el mismo valor y sus cartas se ordenan: As, 10, Rey, Reina, 9, 8, 7. En los juegos de palo, las cuatro jotas forman parte del palo de triunfo. Las jotas, manteniendo su orden interno, son los triunfos más fuertes, seguidas de los triunfos: As, 10, Rey, Reina, 9, 8, 7. El orden de las cartas de los palos que no son triunfos se mantiene igual. Finalmente, en juegos nulos, el declarante gana al no hacer ni una sola baza. No hay triunfos y el orden de las cartas es ligeramente diferente: As, Rey, Reina, Jota, 10, 9, 8, 7, como en la mayoría de los juegos de cartas.

##### Partidas de palos
En un juego de palos (en alemán: Farbspiel), uno de los cuatro palos es el palo de triunfo. Esto significa que las cartas de ese palo tienen mayor valor que todas las cartas de los otros palos. En este tipo de juegos, el declarante intenta obtener al menos 61 puntos (de 120) para ganar. El declarante declara un palo de triunfo y busca controlar la partida usando triunfos y tomando cartas de alto valor.  
Independientemente del palo de triunfo elegido, las cuatro jotas 🃏 (o «Buben» en alemán) siempre son las de mayor rango. En un juego de palos, las cartas de triunfo se clasifican en un orden fijo: (i) Jota de Tréboles ♣️, (ii) Jota de Picas ♠️, (iii) Jota de Corazones ♥️ y (iv) Jota de Diamantes ♦️. Después de las jotas, las cartas restantes del palo de triunfo siguen la clasificación estándar: As, 10, Rey, Reina, 9, 8, 7.
Los jugadores siguen las reglas habituales para hacer baza: El jugador situado a la izquierda del que reparte (vorhand) lleva la primera baza. Los jugadores deben jugar una carta del mismo palo si es posible. Si un jugador no puede seguir el palo, puede jugar un triunfo o descartarse de otro palo. La baza se la lleva el triunfo más alto o la carta más alta del palo que haya salido. Los puntos se cuentan según el valor de las cartas ganadas en las bazas: As = 11 puntos, 10 = 10 puntos, Rey = 4 puntos, Reina = 3 puntos, Jota = 2 puntos, 9, 8, 7 = 0 puntos. Por ejemplo, si el declarante tiene cartas que suman 70 puntos gana, mientras que si consigue 60 puntos o menos, pierde.
Adicionalmente, el valor de un juego de palos se calcula utilizando multiplicadores por factores adicionales como ganar con o sin el Skat o cumplir condiciones especiales (por ejemplo, las de Schneider o Schwarz). Cada palo tiene un valor base (en alemán: Grundwert), como se indica a continuación:
| Palo (baraja francesa)          | Palo (baraja alemana)                | valor base |
| ------------------------------- | ------------------------------------ | ---------- |
| Tréboles (en alemán: Kreuz) (♣) | Bellotas (en alemán: Eichel) ()      | 12         |
| Picas (en alemán: Pik) (♠)      | Hojas (en alemán: Blatt / Grün) ()   | 11         |
| Corazones (en alemán: Herz) (♥) | Corazones (en alemán: Herz / Rot) () | 10         |
| Diamantes (en alemán: Karo) (♦) | Campanas (en alemán: Schellen) ()    | 9          |

Los juegos de triunfo se valoran tomando el valor base del triunfo propuesto y multiplicándolo por una serie de factores adicionales. En skat, estos multiplicadores son una parte crucial del sistema de puntuación, ya que afectan significativamente el valor del juego y los puntos potenciales ganados o perdidos. Se basan en dos factores principales: la cantidad de jotas y el nivel de «Schneider» o «Schwarz». El número de jotas (en alemán: Buben) que se tengan determina el multiplicador, de manera que cuanto más jotas tenga un jugador («con»), o cuanto más jotas le falten a un jugador («sin»), mayor será el multiplicador.. Si el declarante tiene la jota de tréboles (la jota más alta) y cualquier jota de mayor valor, se juega «con» esas jotas. Si el declarante no tiene la jota de tréboles, o si la tiene pero le falta una o más jotas de mayor valor, se juega «sin» esas jotas. El multiplicador aumenta en uno por cada jota que falte al jugar «sin» y también aumenta en uno por cada jota que se tenga al jugar «con». Por ejemplo, si un jugador tiene las cuatro jotas, el multiplicador es 4. Si un jugador tiene la jota de tréboles y la jota de picas, pero no las de corazones ni diamantes, el multiplicador es 2. Si un jugador no tiene jotas, el multiplicador es 4. 
Las condiciones de Schneider y Schwarz aumentan aún más el multiplicador:  Si el bando perdedor obtiene 30 puntos o menos, el multiplicador aumenta en 1 («Schneider»), mientras que si el bando perdedor obtiene 0 puntos (es decir, pierde todas las bazas), el multiplicador aumenta en 2 («Schwarz»).

### Juego de baza
La segunda fase constituye el juego real de baza. El declarante o solista nombra el triunfo y juega un contrato contra los otros dos jugadores. Si gana (p. ej., logra sumar más de la mitad del valor total de las cartas en el juego), el declarante solo anotará puntos iguales al tipo de juego anunciado y otros modificadores (listados abajo); De lo contrario, los otros dos jugadores marcarán la doble cantidad de estos puntos. Tanto la subasta como la puntuación final dependen de
- Combinación de caballeros (o jotos) (= 1. Coeficiente)
- de juego anunciado (= 2. Coeficiente)
- Margen de ganancia (puntuación 90+: "schneider", puntuación 120: "schwarz") (Aumenta 1. Coeficiente)
- (Opcional) declaración de margen de ganancia antes de jugar el primer truco (Aumenta 1. Coeficiente)
- (Opcional) Juego abierto de cartas (Aumenta 1. Coeficiente)
- (Opcional) jugar con la mano inicial sin aprovechar las cartas del Skat (juego "mano") (Aumenta 1. Coeficiente)
- (Opcional, no oficial) duplicación del valor de puntuación: * 2 ("Kontra"); Redoblar * 4 ("Re"); Las reglas no oficiales permiten redoblar ad infinitum

El jugador solo puede elegir entre los siguientes modos de juego:
- Traje (un traje y los caballeros son triunfos)
- Grand (sólo caballeros son triunfos)
- Nulo (sin triunfos, el jugador solo gana sin trucos).

Variantes no oficiales:
La variante más popular es Ramsch, que se aplica cuando ningún jugador ofrece para el solo. Este modo de juego castiga a los jugadores que probablemente evitan el riesgo de licitar con éxito para el solo con una sola mano mediocre, pero posible. Sigue las reglas para Grand, pero la puntuación más alta pierde (no hay asociaciones!). Debido a las puntuaciones (negativas) a veces extraordinariamente altas, las jugadas de Ramsch pueden distorsionar fuertemente el puntaje total de un jugador para la noche y, por lo tanto, no se sanciona oficialmente.
Revolución (en tres variantes): básicamente un Null/Zero en el juego abierto, pero se permite a los oponentes intercambiar tarjetas.

## Reglamentos generales
- Skat consiste de 32 cartas que suman 120 puntos (Augen) y siempre un protagonista juega contra un equipo de 2 oponentes, que no se comunican de otra manera que jugando a las cartas.
- Para el Setup, Jugador 1 (J1) reparte boca abajo la mano de 10 cartas a cada jugador y pone 2 aparte (el Skat, que pertenece al futuro protagonista) (la modalidad oficial es 3-2(="Skat")-4-3). La posición de J1 avance cada juego con el reloj y una ronda consiste de 3 juegos.
- Hay 10 vueltas/baza a 3 cartas (uno de cada jugador en sentido las agujas del reloj) y el protagonista gana esa partida si obtiene las cartas, que forman >= 61 puntos.
- Al principio cada jugador evalúa sus posibilidades de ganar uno de los 3 posibles tipos de juego:

1. En el Grand los 4 caballeros (4C) cuentan como triunfos, y su jerarquía de matar entre ellos es Trébol>Pika> Corazón >Diamante. La jerarquía de los no triunfos es: As,10, K, D, 9,8,7 en cada uno de los 4 palos. La cartas de triunfo siempre ganan a las cartas, que no son triunfos.
2. El juego común ; todo del mismo color/palo por debajo de los 4 caballeros, así que habrá 11 triunfos en total, lo demás funciona igual.
3. En el juego de cero; no hay triunfos y se cambia la jerarquía a AS, K, D, C, 10, 9, 8, 7. (Caballero y la 10 abajo). El protagonista gana, si no gana ni una sola (“cero”) de las 10 vueltas..

- Aparte de su jerarquía o poder, las cartas tienen las siguientes valores/puntos: As (11), 10 (10), K(4), D(3), C(2), 9,8 y 7 (0), que suman 120 en total. Al final de las 10 vueltas se suman estos valores, de cada carta obtenido para determinar, si el protagonista del grand o juego común tiene mínimo 61 puntos o cumplió una partida superior (apuesto a hacer 90 o todas las bazas = 120)..
- Para determinar quién será el protagonista, el juego empieza con una fase de subasta (“Reizen”) en cual todos pueden proponer o aceptar Puntajes de Juego, que esperan poder cumplir con la mano que tienen y que reciben por el Skat, en caso de ganar la subasta.
- En caso, que alguien desea jugar Grand o el juego común, el posible puntaje del juego se calcula contando la serie de matadores picos (compara tabla), agregando la disposición de tomar riesgos adicionales como son: No ver las cartas, que hay en el Skat, (Juego a mano), apostar a ganar alto (hacer mínimo 90 puntos = éider, o todos los 120 Puntos = Schwarz) hasta jugar abierto. Este puntaje acumulado se multiplica con un coeficiente de juego, que es 24 para Grand, 12 = Trébol, 11 = Pika, 10= Corazón y 9 = Diamante. En caso de jugar un Juego de Cero se puede contar con valores del Juego fijo (normal = 23, a mano =35, abierto =46 y mano abierto = 69).
- El procedimiento de apostar va así:. El jugador en posición 3 ( J3) siempre inicia diciendo algo a J2. Si quiere jugar, normalmente entra con el puntaje del juego más barato posible, que es 18,. Si J2 quiere jugar acepta (diciendo si hasta donde quiere o puede arriesgarse), J3 puede incrementar al puntaje, que corresponde algún juego. En el momento que sale, J1 tendrá la oportunidad de entrar arriba del último puntaje.. Si J3 sale al primero, J1 dice a J2. Si J2 sale, J1 dice a J3. Si todos salen al primer intento, se da de nuevo (Muchos juegan un 4°estilo de juego llamado Bock en estas situaciones).
- El nuevo protagonista ahora tiene derecho a tomar el Skat para intercambiar/mejorar su mano y luego proclamar cualquier juego no menor al puntaje que ha apostado Es importante tener en cuenta, que el Skat puede afectar el cálculo del puntaje del juego o cambiar las posibilidades hacia otro juego más conveniente (e.g. si incluye caballeros relevantes).El protagonista debe devolver 2 cartas que elige, las cuales se cuentan con las demás obtenidas al final del juego ya que todos juegan con 10 cartas.
- La primera carta de cada juego siempre juega J2 (pero las posiciones cambian en sentido de reloj cada juego).Los demás agregan una carta con la misma característica (100 % Triunfo o 100 % del palo) y únicamente si no cumplen el criterio, cualquier otra. Quien juega la carta más alta en la jerarquía toma la baza y la pone boca abajo en la pila de cartas obtenidas antes de iniciar la próxima vuelta con una carta restante.
- Si el protagonista gana el juego, se anota el puntaje del juego (siempre >= el valor de la subasta) en su columna de una tabla global de todas los juegos. En caso de pérdida, se pone como negativo el doble valor del juego (también por mínimo el doble, que apostaba, en lugar, que apostaba más que debería)
- Por lo general,se juega de 3 juegos a una cantidad variable de rondas.El ganador global es quien acumula más puntos al final de la sesión o las rondas, que decidan al inicio

## Tácticas Básicas
Unos de los retos más difíciles al inicio es tener buena intuición a cuáles juegos apostar y hasta dónde. Unos señales para jugar:

### El Grand
Más importante que tener caballeros para ganar el grand es tener lo suficiente AS y As con 10 para llegar a los 61 puntos. Hay exactamente 4 triunfos y el orden es crucial: Con trébol y pica sacas por seguro los caballeros demás, pero cuidado. Esto solo pasa, si estás en posición de jugarlos. Es decir, o estás en posición de inicial el juego con tus caballeros o tienes lo suficiente AS, así que no dependerá tanto de con que palo viene el partido contrario (y si lo más probable es que viene con los as, que no tienes). En los partidos del Grand el protagonista muchas veces inicia con caballeros, ya que es sumamente ventajoso ser el único, que puede jugar triunfo para estar en posición de iniciar los rondas. Otra estrategia es contar cuáles rondas probablemente vas a perder, si son más que 3, tu grand ya está en riesgo.

### El juego de palo
Es importante saber, que habrá 11 triunfos en este juego (4 caballeros más 7 de palo). Lo saludable es tener mínimo 5 (apostando, que puedes sacar los 6 faltantes con 3 o 4 de los tuyos). Además se quiere tener algún As o 10 respaldados por un 7,8,9 y carecer por completo de algún(os) palo(s) (El Skat te da oportunidad de deshacerte de o proteger a un 10 solitario) Claro, que los oponentes esperan lo mismo, que se tengan mínimo 5 triunfos. Igual puedes contar cuantas cartas seguramente vas perder (7, 8,9 no respaldados desde arriba). Es de recordar, que hay 7 cartas de cada palo, así corren máximo por 2 rondas, si no tienes más de 3. Por la misma razón, igual es muy importante ser el único jugador, que tenga triunfos, por esta razón, lo mejor es sacar las cartas triunfo del equipo al principio. Es recomendable también recordar con qué han abandonado los demás jugadores la fase de subasta, hasta 22,33,44 es probable que se haya tenido la intención de jugar con pica, si le hacen falta al jugador solitario, ya es probable, que sus contrarios tenga más de estos.

### El Zero
El zero es un juego al revés. Recuerda que los Caballeros y los 10 van abajo de las damas y los máximos (no)matadores ahora son los 7. 7,8 y caballero son una combinación segura para cualquier palo. En caso de tener estos las cartas de mayor valor de este palo son irrelevantes, ya que sólo hay 8 cartas de cada palo. Además de éstas, y analizando los demás palos; lo más importante es que se tenga el 7, ya que es probable que el tercero no tenga nada del palo, y así, el 7 es jugado hasta la tercera ronda del palo y tu eres el único, que debe servir. Un ocho solitario es relativamente seguro y buena carta para salir. Un palo en el que no se tenga nada debajo del 9 ya está a 50 % perdido, el único contexto ventajoso sería, si se tiene en solitario y se carece de algún otro palo, cual dará la oportunidad al jugador de deshacerse del 9, si no se juega abierto. Lo mismo sucedería, si se tiene un 7 u 8 pero hacen falta las 2 cartas de más valor para cubrir a la dama, rey o as, del mismo palo.

### Posiciones
El éxito de los juegos depende mucho de la posibilidad de dominar, quien juega la primera carta de cada una de las 10 vueltas. Las mejores cartas, no sirven, si se pueden jugar y el enemigo continua jugando el palo, el cual debes servir. Los oponentes por general tratan, que el protagonista se queda en media mano, ya que le duele la incertidumbre de no saber, que tiene la última mano. Igual, la última mano en esta constelación siempre tendrá la ventaja de dar muchos o pocos puntos dependiendo de cómo reaccione el oponente al que propone el compañero. Otra estrategia común es tratar de sacar triunfos al protagonista. Debido, a que habrá 7 miembros en cada palo en un juego normal y tu ya tienes 4, lo más probable, es que el protagonista no tenga ninguno o en caso de que tuviera uno, que ya lo ha intercambiado con las cartas del skat. Así, jugarle una carta que no tenga, causa un conflicto, ya que para el jugador compañero en la última posición es más probable que tenga la libertad de dar puntos o jugar un triunfo, si los puntos dados por el oponente lo justifican. Es decir, jugar al enemigo con los palos más largos es una oportunidad de sacar triunfos sin perder muchos puntos.